# Zespół do Spraw Zasobów Pracy
Zespół do Spraw Zasobów Pracy – jednostka organizacyjna Rządu istniejąca w latach 1993–2000, mająca na celu zapewnienia integracji i polepszenia koordynacji prac naczelnych i centralnych organów administracji państwowej w zakresie zgodnych z potrzebami gospodarki zmian w zasobach pracy. Zespół pełnił funkcje doradcze, oceniające i informacyjne dla Rady Ministrów.

## Powołanie Zespołu
Na podstawie zarządzenia Prezesa Rady Ministrów z 1993 r. w sprawie powołania międzyresortowego Zespołu do Spraw Zasobów Pracy ustanowiono Zespół.
Funkcję przewodniczącego Zespołu pełnił wiceminister w Ministerstwie Pracy i Polityki Socjalnej, odpowiedzialny za problematykę zatrudnienia.

## Zadania Zespołu
Do zadań Zespołu należało:
- przedstawianie propozycji określających zadania poszczególnych resortów i administracji terenowej w kształtowaniu zamian z zasobach pracy,
- inicjowanie przedsięwzięć organizacyjnych i legislacyjnych mających na celu uzyskanie pożądanych zmian w zasobach pracy,
- dokonywania oceny i inicjowanie usprawnień w zakresie metod gromadzenia, analizy i przepływu informacji o zmianach zachodzących na rynku pracy,
- inicjowania opracowywania prognoz dotyczących struktury zasobów pracy,
- integrowanie działań resortów w zakresie polityki edukacyjnej, odpowiadającym potrzebom tynku pracy,
- opiniowanie programów mających wpływ na zmiany w zasobach pracy,
- konsultowanie przedsięwzięć gospodarczych w aspekcie ich związków z prowadzona polityką kształtowania zasobów pracy,
- opiniowanie programów przeciwdziałania i łagodzenia skutków bezrobocia,
- opiniowanie programów usprawnienia systemów orientacji i poradnictwa zawodowego dla młodzieży i dorosłych,
- dokonywanie oceny regionalnych programów dostosowania zasobów pracy do potrzeb gospodarki.

## Skład Zespołu
W skład Zespołu wchodzili po jednym przedstawicielu wyznaczonym przez:
- Ministra Pracy i Polityki Społecznej,
- Ministra Edukacji Narodowej,
- Ministra Finansów,
- Ministra Przemysłu i Handlu,
- Ministra Gospodarki Przestrzennej i Budownictwa,
- Ministra Przekształceń Własnościowych,
- Ministra Rolnictwa i Gospodarki  Żywnościowej,
- Ministra-Kierownika Centralnego Urzędu Planowania,
- Prezesa Głównego Urzędu statystycznego,
- Kierownika Urzędu Pracy,
- Pełnomocnika Rządu do Spraw Osób Niepełnosprawnych,
- Przewodniczącego Naczelnej Rady Zatrudnienia,
- Przewodniczącego Komitetu Badań Naukowych.

## Zniesienie Zespołu
Na podstawie ustawy z  2000 r. o zmianie niektórych upoważnień ustawowych do wydawania aktów normatywnych oraz o zmianie niektórych ustaw zlikwidowano Zespół.